# Луначарка
Лунача́рка (рос. Луначарка, марій. Пиндыкъял) — присілок у складі Гірськомарійського району Марій Ел, Росія. Входить до складу Єласівського сільського поселення.

## Населення
Населення — 17 осіб (2010; 48 у 2002).
Національний склад (станом на 2002 рік):
- гірські марійці — 96 %